# Bruzdogłowiec szeroki
Bruzdogłowiec szeroki (Diphyllobothrium latum) – gatunek tasiemca (Cestoda) z rzędu Pseudophyllidea, pasożytujący w jelicie cienkim około 30 różnych gatunków ssaków spożywających ryby (w tym człowieka, psa oraz kota). Wywołuje chorobę zwaną difylobotriozą (łac. diphyllobothriosis).
Występuje ogniskowo na półkuli północnej, w strefie podbiegunowej oraz klimacie umiarkowanym. W Europie przede wszystkim w krajach nadbałtyckich, Irlandii, Szwajcarii oraz w delcie Dunaju. W Azji występuje w Turkiestanie, Izraelu, północnej Mandżurii, Japonii oraz na Syberii. Do Ameryki Północnej został prawdopodobnie zawleczony wraz z falą emigrantów z Europy na początku XX wieku i obecnie spotykany jest w Michigan, Minnesocie, Kalifornii, na Alasce oraz w centralnej i zachodniej Kanadzie. W Ameryce Południowej występuje natomiast w Argentynie oraz Chile. Pojedyncze przypadki zakażenia notowano także w Australii (głównie u imigrantów), Afryce Wschodniej i na Madagaskarze.

## Morfologia
Jest najdłuższym tasiemcem pasożytującym u człowieka. Dorosłe osobniki mają szarożółtą barwę, mierzą od 3 do kilkunastu metrów długości i zbudowane są się z około 3000 proglotydów (członów). Jest gatunkiem długowiecznym, w organizmie żywiciela ostatecznego może żyć ponad 25 lat. Jego ciało pokrywają bruzdy czepne (bothria) umożliwiające przyczepienie do błony śluzowej jelita. Mała, grzbietowo-brzusznie spłaszczona główka (scolex) ma 2–3 mm długości i ok. 1 mm szerokości. Za nią znajduje się cienka i rozciągliwa szyjka (collum) wytwarzająca proglotydy, z których ok. 20% pierwszych stanowią człony jałowe, męskie lub hermafrodydyczne, natomiast dalsze 80% jest dojrzałe i zawiera rozwiniętą macicę z jajami. Szerokość dojrzałych proglotydów jest większa niż ich długość. W ich wnętrzu znajdują się, w pełni rozwinięte, męskie oraz żeńskie narządy rozrodcze. Część męską tworzą pęcherzykowate jądra położone na grzbietowej stronie proglotydu, łączące się z przewodami wyprowadzającymi. Wysuwany cirrus otoczony jest torebką prącia (bursa cirri), a otwór płciowy leży na spodzie zatoki płciowej w na brzusznej stronie przedniej części proglotydu. Część żeńska układu rozrodczego (zlokalizowana na brzusznej stronie członów) składa się z dwupłatowego jajnika otoczonego przez umieszczony centralnie ootyp (w którym dochodzi do zapłodnienia), do którego uchodzą: krótki jajowód, przewód żółtnikowy oraz cewkowata pochwa wpadająca do zatoki płciowej. Gruczoły żółtkowe leżą po bokach członów.
Bruzdogłowiec szeroki charakteryzuje się bardzo wysoką płodnością, dorosły osobnik składa każdego dnia około 1 miliona żółtobrązowych jaj o długości 55–76 μm i szerokości 41–56 μm (przypominających jaja przywr).

## Cykl rozwojowy

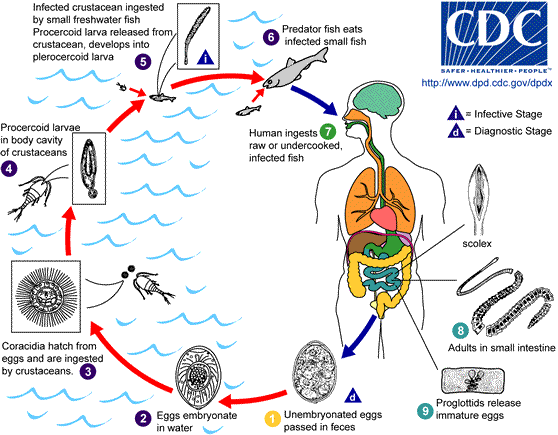
Cykl życiowy bruzdogłowca szerokiego

W środowisku wodnym, w temperaturze 28 °C, w ciągu 9–12 dni (w niższej temperaturze dłużej) rozwija się urzęsione koracydium, w którego wnętrzu znajduje się onkosfera z 3 parami haków. Koracydium opuszcza jajo przez wieczko, a następnie, pływając aktywnie, żyje 1–2 dni, po czym jest zjadane przez pierwszego żywiciela pośredniego, którym jest widłonóg (oczlik lub przedstawiciel rzędu Diaptomus albo Eudiaptomus). W Polsce najczęściej są to: Eudiaptomus vulgaris, E. gracilis, Cyclops strenuus i C. vicinus. W Zatoce Fińskiej onkosfery bruzdogłowca szerokiego spotyka się również u E. graciloides, zaś w Norwegii u Acanthodiaptomus denticornis. W jelicie pierwszego żywiciela pośredniego onkosfera zrzuca otoczkę, a następnie przedostaje się przez ścianę jelita do jamy ciała, gdzie po 2–3 tygodniach przekształcają się w wydłużony procerkoid o długości ok. 550 μm. Drugim żywicielem pośrednim jest ryba (najczęściej z rodziny karpiowatych, łososiowatych, okoniowatych lub szczupakowatych). W jej mięśniach, w ciągu 7–70 dni procerkoid przekształca się w białawy, wydłużony plerocerkoid o długości 10–50 mm i szerokości 2–3 mm, wykazujący pseudosegmentację. To stadium ma bruzdy czepne na skoleksie i jest zdolny do pasożytnictwa paratenicznego, tzn. może przedostawać się z organizmu jednej ryby do innej (zwykle drapieżnej) bez zmiany formy rozwojowej. W tym stanie plerocerkoid może przeżyć nawet kilkanaście lat.

## Chorobotwórczość
Dla człowieka oraz innych żywicieli ostatecznych formą inwazyjną jest plerocerkoid, zazwyczaj w inwazji bierze udział jeden osobnik bruzdogłowca szerokiego (chociaż znane są również przypadki bardziej intensywne). Zakażenie następuje drogą pokarmową w wyniku spożycia surowych (lub prawie surowych) ryb będących drugim żywicielem pośrednim tego pasożyta. Po wniknięciu do organizmu żywiciela ostatecznego, w ciągu 3–5 tygodni plerocerkoid przekształca się w dojrzałego osobnika, który dziennie wytwarza około 30 nowych proglotydów. U człowieka difylobotrioza zazwyczaj objawia się niespecyficznymi objawami jelitowymi oraz ogólnymi albo przebiega całkowicie bezobjawowo. Czasami choroba ta może jednak prowadzić do jadłowstrętu, chudnięcia, osłabienia oraz zaburzeń trawienia i wymiotów, a niekiedy także do zaburzeń nerwicowych. Rzadkim objawem może być nadbarwliwa niedokrwistość megaloblastyczna, wywołana niedoborem witaminy B12, o którą pasożyt rywalizuje z żywicielem.